# ヘジス・ドス・サントス・シルバ
ヘジス・ドス・サントス・シルバ（Regis Dos Santos Silva、1989年11月20日 - ）は、ブラジル・サンパウロ出身のサッカー選手。ポジションはミッドフィールダー。

## 来歴
ブラジルのサンパウロに生まれる。2010年にフォルタレーザECでサッカー選手のキャリアを始める。2012年にフォルタレーザと同じセアラー州フォルタレザを本拠地とするセアラーSC、2013年8月にはアトレチコ・ゴイアニエンセへと移籍した。2013年12月19日、第1子となる長男が誕生。
2014年に名古屋グランパスへ期限付き移籍（期間は2014年2月1日から2015年1月31日）。

## 特徴・評価
身長186cmの大型ミッドフィールダー。主にボランチだが、優れたフィジカルを活かしてディフェンダーでのプレーも可能。プレイスタイルが似た選手としてヘジス自身はパウリーニョを挙げているが、ミドルシュートの威力は及ばないと自己評価している。

## 所属クラブ
- 2010年 - 2011年  フォルタレーザEC
- 2012年 - 2013年8月  セアラーSC
- 2013年8月 - 2015年11月  アトレチコ・ゴイアニエンセ
  - 2014年  名古屋グランパス (期限付き移籍)
  - 2015年1月 - 4月  フォルタレーザEC (期限付き移籍)
- 2016年  CSマリティモ
- 2016年 - 2017年  モジミリンEC
- 2017年 - 2018年  SERカシアス・ド・スル
- 2018年  ECサン・ルイス
- 2019年 - 2021年  CEアイモレ
- 2022年  ECサン・ルイス
- 2022年  アングラ・ドス・レイスEC
- 2022年  ベチン・フチボウ
- 2022年  ウルアスFC
- 2023年 -  ECノヴォ・アンブルゴ

## 個人成績
2013年シーズン終了現在
| 国内大会個人成績           | 国内大会個人成績 | 国内大会個人成績 | 国内大会個人成績 | 国内大会個人成績 | 国内大会個人成績 | 国内大会個人成績 | 国内大会個人成績 | 国内大会個人成績 | 国内大会個人成績 | 国内大会個人成績 | 国内大会個人成績 |
| 年度                       | クラブ           | 背番号           | リーグ           | リーグ戦         | リーグ戦         | リーグ杯         | リーグ杯         | オープン杯       | オープン杯       | 期間通算         | 期間通算         |
| 年度                       | クラブ           | 背番号           | リーグ           | 出場             | 得点             | 出場             | 得点             | 出場             | 得点             | 出場             | 得点             |
| ブラジル                   | ブラジル         | ブラジル         | ブラジル         | リーグ戦         | リーグ戦         | ブラジル杯       | ブラジル杯       | オープン杯       | オープン杯       | 期間通算         | 期間通算         |
| -------------------------- | ---------------- | ---------------- | ---------------- | ---------------- | ---------------- | ---------------- | ---------------- | ---------------- | ---------------- | ---------------- | ---------------- |
| 2010                       | フォルタレーザ   |                  | セリエB          |                  |                  |                  |                  |                  |                  | 25               | 4                |
| 2011                       | フォルタレーザ   |                  | セリエB          |                  |                  |                  |                  |                  |                  | 25               | 4                |
| 2012                       | セアラー         |                  | セリエB          |                  |                  |                  |                  |                  |                  | 28               | 4                |
| 2013                       | セアラー         |                  | セリエB          |                  |                  |                  |                  |                  |                  | 28               | 4                |
| アトレチコ・ゴイアニエンセ |                  |                  | セリエB          |                  |                  |                  |                  |                  | 19               | 0                |                  |
| 日本                       | 日本             | 日本             | 日本             | リーグ戦         | リーグ戦         | リーグ杯         | リーグ杯         | 天皇杯           | 天皇杯           | 期間通算         | 期間通算         |
| 2014                       | 名古屋           | 5                | J1               | 6                | 0                | 1                | 0                | 1                | 0                | 8                | 0                |
| 通算                       | ブラジル         | ブラジル         | セリエB          |                  |                  |                  |                  |                  |                  | 72               | 8                |
| 通算                       | 日本             | 日本             | J1               | 6                | 0                | 1                | 0                | 1                | 0                | 8                | 0                |
| 総通算                     | 総通算           | 総通算           | 総通算           |                  |                  |                  |                  |                  |                  | 80               | 8                |